# Nyctimantis
Nyctimantis – rodzaj płazów bezogonowych z podrodziny Hylinae w obrębie rodziny  rzekotkowatych (Hylidae).

## Rozmieszczenie geograficzne
Rodzaj obejmuje gatunki występujące w amazońskiej części Kolumbii, Ekwadoru i Peru; zlewni i ujściu rzeki Parana i estuarium La Plata w Argentynie i na południowym wybrzeżu Urugwaju; południowo-środkowym Paragwaju; regionie przybrzeżnym południowo-wschodniej Brazylii; w górnej części dorzecza Orinoko w Wenezueli i przyległej części Kolumbii.

## Systematyka
Rodzaj zdefiniował w 1882 roku belgijsko-brytyjski zoolog George Albert Boulenger w publikacji własnego autorstwa poświęconej spisowi katalogowemu płazów bezogonowych znajdujących się w zbiorach Muzeum Historii Naturalnej w Londynie. Gatunkiem typowym jest (oznaczenie monotypowe) N. rugiceps.

### Etymologia
- Nyctimantis: gr. νυκτι- nukti- ‘nocny’, od νυξ nux, νυκτος nuktos ‘noc’[5]; μαντις mantis, μαντεως manteōs ‘żaba drzewna’[6].
- Aparasphenodon: gr. przedrostek negatywny α- a- ‘bez’[7]; παρα para ‘blisko,  obok’[8]; σφην sphēn, σφηνος sphēnos ‘klin’[9] ; οδους odous, οδοντος odontos ‘ząb’[10]. Gatunek typowy (oznaczenie monotypowe): Aparasphenodon brunoi Miranda-Ribeiro, 1920.
- Argenteohyla: łac. argenteus ‘z srebra, srebrzysty’, od argentum, argenti ‘srebro’; rodzaj Hyla Laurenti, 1768.[3]. Gatunek typowy (oryginalne oznaczenie): Hyla siemersi Mertens, 1937.

### Podział systematyczny
Do rodzaju należą następujące gatunki:
- Nyctimantis arapapa (Pimenta, Napoli & Haddad, 2009)
- Nyctimantis bokermanni (Pombal, 1993)
- Nyctimantis brunoi (Miranda-Ribeiro, 1920)
- Nyctimantis galeata (Pombal, Menezes, Fontes, Nunes, Rocha & Van Sluys, 2012)
- Nyctimantis pomba (Assis, Santana, Silv, Quintela & Feio, 2013)
- Nyctimantis rugiceps Boulenger, 1882
- Nyctimantis siemersi (Mertens, 1937)